# Ionuț Rada
Ionuț Alin Rada, né le 6 juillet 1982 à Craiova, est un ancien footballeur international roumain. Il joue au poste de défenseur.

## Biographie

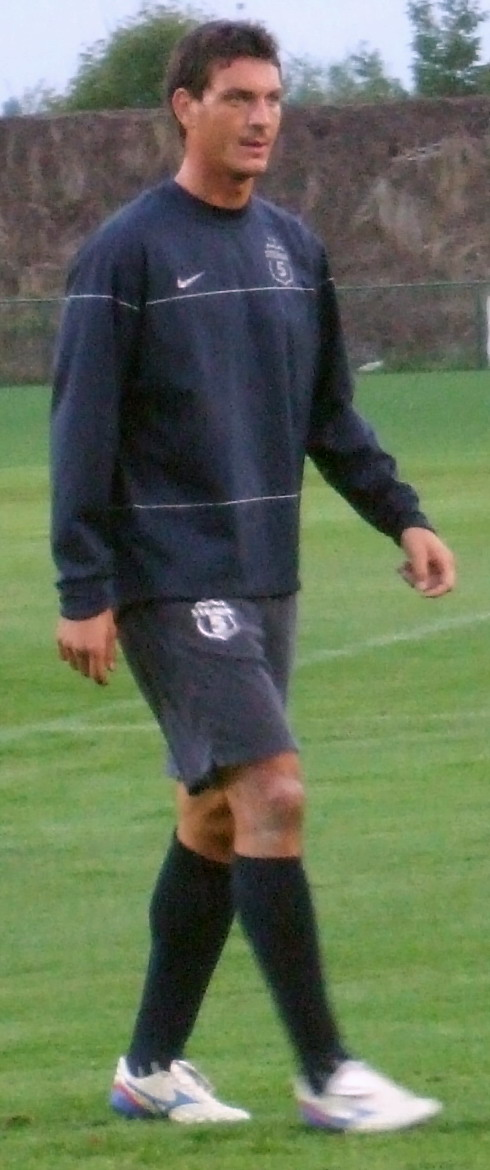
Ionuț Rada à l'entraînement du Steaua.

Ionuț Rada commence le football dans sa ville natale le FC Universitatea Craiova et intègre le centre de formation du club dirigé par l'ancien joueur Gheorghe Popescu. Lors de la saison 2000-2001, il commence sa carrière professionnelle à l'âge de 18 ans et joue 4 matchs. Pour gagner du temps de jeu, la saison suivante il est prêté en Division 3 dans le club du Rocar Bucarest. Il reste seulement 6 mois dans le club de la capitale et retourne dans son club d'origine. Il réalise une saison et demie en tant que titulaire au sein de la défense du club.
Il décide de partir dans un club plus huppé, en janvier 2004 il signe pour le champion sortant le Rapid Bucarest, le transfert est estimé à 800 000 €. Mais, Rada joue très peu et n'est pas titulaire, il est prêté 6 mois dans le club de Progresul Bucarest, il joue 14 matchs et marque 2 fois. Il retourne par la suite Rapid Bucarest et réalise deux saisons pleines en tant que titulaire et découvre la Coupe d'Europe. Lors de la saison 2005-2006, il est vice-champion de Roumanie, derrière le Steaua Bucarest. Il remporte deux Coupes de Roumanie avec le Rapid.
Justement en 2007, il signe pour le Steaua pour un transfert estimé à 1,6 M€, son rêve se réalise. Dès la première saison, il découvre la Ligue des Champions et joue tous les matchs de son équipe éliminée en phase de poule. Le Steaua termine à la deuxième place du championnat derrière le CFR Cluj, il joue 18 matchs pour un seul but. Lors de la saison suivante, il joue peu avec seulement 3 matchs et le 26 février 2009 il est prêté dans le club du CS Otopeni pour terminer la saison.
Le club est relégué et Rada retourne au Steaua pour y rester 6 mois et 11 matchs avec l'équipe première.
Le 28 décembre 2009, Rada signe dans le club émirati d'Al Nasr Dubaï pour un transfert estimé à 300 000 €. Il ne reste que 6 mois au club et malheureusement on ignore le nombre de matchs joués.
Lors du mercato d'été 2010, il retourne en Roumanie et signe chez le champion sortant le CFR Cluj, il dispute la Ligue des Champions et marque lors des premières rencontres contre le FC Bâle et l'AS Rome.

## Sélections internationales
Ionuț Rada commence à être sélectionné dans les sélections jeunes roumaines, il débute le 15 novembre 2000 avec les moins de 17 ans roumains contre le Luxembourg. Il est également sélectionné cinq fois avec les espoirs entre 2002 et 2003.
Le 20 août 2003, il est sélectionné pour la première fois avec l'équipe de Roumanie A et rentre pour 3 minutes en amical contre l'Ukraine (2-0), il remplace son coéquipier Razvan Rat. Il joue un deuxième match contre la Géorgie en tant que titulaire.
Il n'a jamais été rappelé en sélection depuis ces deux matchs.

## Carrière
Dernière mise à jour le 20 novembre 2010
| Saison      | Club                     | Pays               | Championnat        | Coupes nationales | Coupes Continentales   | Sélection Roumanie |
| ----------- | ------------------------ | ------------------ | ------------------ | ----------------- | ---------------------- | ------------------ |
| 2000 - 2001 | FC Universitatea Craiova | Divizia A          | 4 matchs           | -                 | -                      | -                  |
| 2001 - 2002 | AS Rocar Bucarest        | Divizia C          | 13 matchs          | -                 | -                      | -                  |
| 2001 - 2002 | FC Universitatea Craiova | Divizia A          | 3 matchs           | -                 | -                      | -                  |
| 2002 - 2003 | FC Universitatea Craiova | Divizia A          | 25 matchs / 1 but  | -                 | -                      |                    |
| 2003 - 2004 | FC Universitatea Craiova | Divizia A          | 14 matchs          | -                 | -                      | 1 match            |
| 2003 - 2004 | FC Rapid Bucarest        | Divizia A          | 10 matchs          | -                 | -                      | 1 match            |
| 2004 - 2005 | FC Rapid Bucarest        | Divizia A          | 2 matchs           | -                 | -                      | -                  |
| 2004 - 2005 | FC Progresul Bucarest    | Divizia A          | 14 matchs / 2 buts | -                 | -                      | -                  |
| 2005 - 2006 | FC Rapid Bucarest        | Divizia A          | 24 matchs / 2 buts | 1 match           | 12 matchs (C3)         |                    |
| 2006 - 2007 | FC Rapid Bucarest        | Liga I             | 28 matchs / 1 but  | 1 match           | 6 matchs / 1 but (C3)  |                    |
| 2007 - 2008 | FC Steaua Bucarest       | Liga I             | 18 matchs / 1 but  | -                 | 10 matchs (C1)         |                    |
| 2008 - 2009 | FC Steaua Bucarest       | Liga I             | 3 matchs           | -                 | -                      | -                  |
| 2008 - 2009 | CS Otopeni               | Liga I             | 13 matchs          | -                 | -                      | -                  |
| 2009 - 2010 | FC Steaua Bucarest       | Liga I             | 11 matchs          | 2 matchs          | 6 matchs (C3)          | -                  |
| 2009 - 2010 | Al Nasr Dubaï            | UAE Premier League | -                  | -                 | -                      | -                  |
| 2010 - 2011 | CFR Cluj                 | Liga I             | 22 matchs / 2 buts | 1 match           | 6 matchs / 2 buts (C1) |                    |

## Palmarès

### Clubs
| Rapid Bucarest - Championnat de Roumanie - Vice-champion : 2005/06. - Coupe de Roumanie - Vainqueur : 2005/06 et 2006/07. - Supercoupe de Roumanie - Vainqueur : 2007. |  | CFR Cluj - Championnat de Roumanie - Champion : 2011/12. - Supercoupe de Roumanie - Finaliste : 2012. - Coupe de Roumanie - Finaliste : 2012/13. |